# دیوان دائمی داوری

اعضای دیوان دائمی داوری
بر اساس کنوانسیون 1907
بر اساس کنوانسیون 1899
کشور غیرعضو

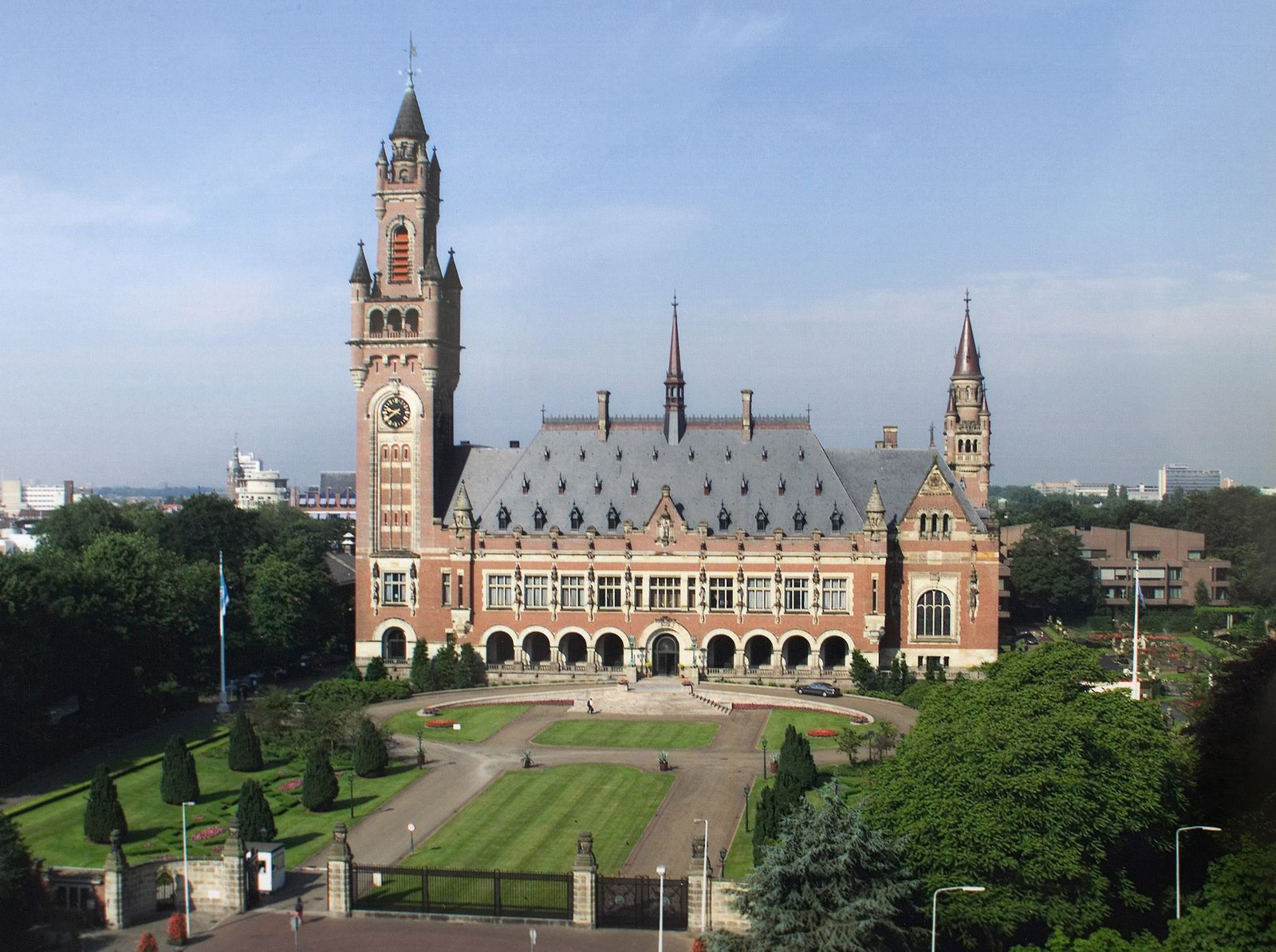
کاخ صلح ("Vredespaleis") در لاهه.

دیوان دائمی داوری (انگلیسی: Permanent Court of Arbitration) یا به اختصار PCA یک سازمان دولتی بین‌المللی واقع در لاههٔ هلند است. این دیوان یک دادگاه سنتی نیست، بلکه به منظور حل اختلاف بین دول عضو، سازمان‌های بین‌المللی، یا گروه‌های خصوصی، خدمات مربوط به داوری مدنی ارائه می‌دهد. دیوان دائمی داوری در نتیجه دو کنوانسیون چندجانبهٔ مجزا تشکیل شد و رویهم رفته ۱۲۱ عضو دارد. این دیوان عضو نظام سازمان ملل متحد نیست ولی در این سازمان نقش ناظر دارد.
مقر این دیوان در کاخ صلح است که از ۱۹۰۷ تا ۱۹۱۳ در لاهه ساخته شد.

## تاریخچه
دیوان دائمی داوری اولین سازوکار منظم جهانی برای حل اختلافات بین‌المللی است. این دیوان در سال ۱۸۹۹ بر اساس بند ۲۰ تا ۲۹ کنوانسیون حل و فصل مسالمت‌آمیز اختلافات بین‌المللی بنیان گذاشته شد و در سال ۱۹۰۷ بازبینی شد. کنوانسیون ۱۸۹۹ به ابتکار تزار روسیه نیکلای دوم با هدف «یافتن واقعی‌ترین روش تضمین صلح بلندمدت برای همهٔ افراد، و فراتر از آن، متوقف کردن توسعهٔ سلاح‌ها» برگزار شد. با این نیکلای به دنبال تأسیس یک رکن دائمی حل‌وفصل اختلافات نبود. در زمان برگزاری کنوانسیون اول صلح لاهه در ۱۸۹۹ گروهی از دولت‌ها به رهبری بریتانیا بر این باور بودند که صرف وجود و تقویت سازوکارهای حل‌وفصل اختلافات نمی‌تواند در پیشگیری از جنگ مؤثر واقع شوند و باید مبادرت به تشکیل یک نهاد دائمی حل‌وفصل اختلاف کرد. در مقابل برخی دیگر از دولت‌ها به رهبری امپراتوری آلمان با طرح حاکمیت دولت‌ها اعلام داشتند که ایجاد یک رکن بین‌المللی دائمی موجب تضعیف این امر خواهد شد. در نهایت پیشنهاد میانه‌ای مورد پذیرش قرار گرفت. به‌موجب این پیشنهاد دیوان دائمی داوری تأسیس گردید ولی دولت‌ها در اعمال صلاحیت آن نقشی چشمگیر داشتند.